# Cabecitas colosales

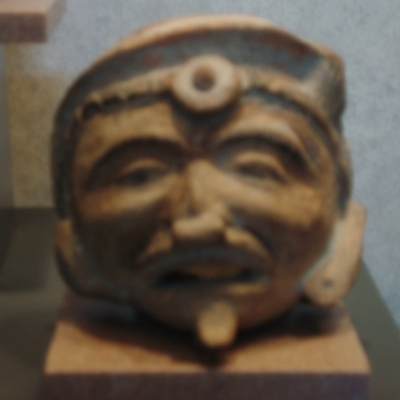
Cabecita colosal de la Mixteca Baja. Procede de Acatlán de Osorio (Puebla), período Clásico mesoamericano (ss. II-VII/VIII d. C.). Colección del MNA.

Las cabecitas colosales son esculturas de cerámica producidas en la Mixteca Baja durante el período Clásico mesoamericano. El nombre les fue impuesto por Miguel Covarrubias a unas piezas encontradas en Acatlán de Osorio (Puebla). La característica principal de estas figurillas es que se trata de esculturas que consisten exclusivamente en una representación de la cabeza de un personaje, similar a las cabezas colosales olmecas que se han encontrado en varios sitios de la llamada área nuclear. Se ha encontrado este tipo de piezas en varios sitios de la Mixteca Baja, como San Pablo Anicano y Tequixtepec. 